# فيليب-أوقستي تشوكيت
فيليب-أوقستي تشوكيت هو محامي وقاضي وسياسي كندي، ولد في 6 يناير 1854 في بيل أوي، كيبك في كندا، وتوفي في 20 ديسمبر 1948. نشط حزبياً في الحزب الليبرالي الكندي. وقد انتخب عضو مجلس الشيوخ الكندي ‏ وانتخب عضو مجلس العموم الكندي.